# Diapherodes martinicensis
Diapherodes martinicensis är en insektsart som beskrevs av Michel G. Lelong och Langlois 2005. Diapherodes martinicensis ingår i släktet Diapherodes och familjen Phasmatidae. Inga underarter finns listade i Catalogue of Life.